# Esquematismo

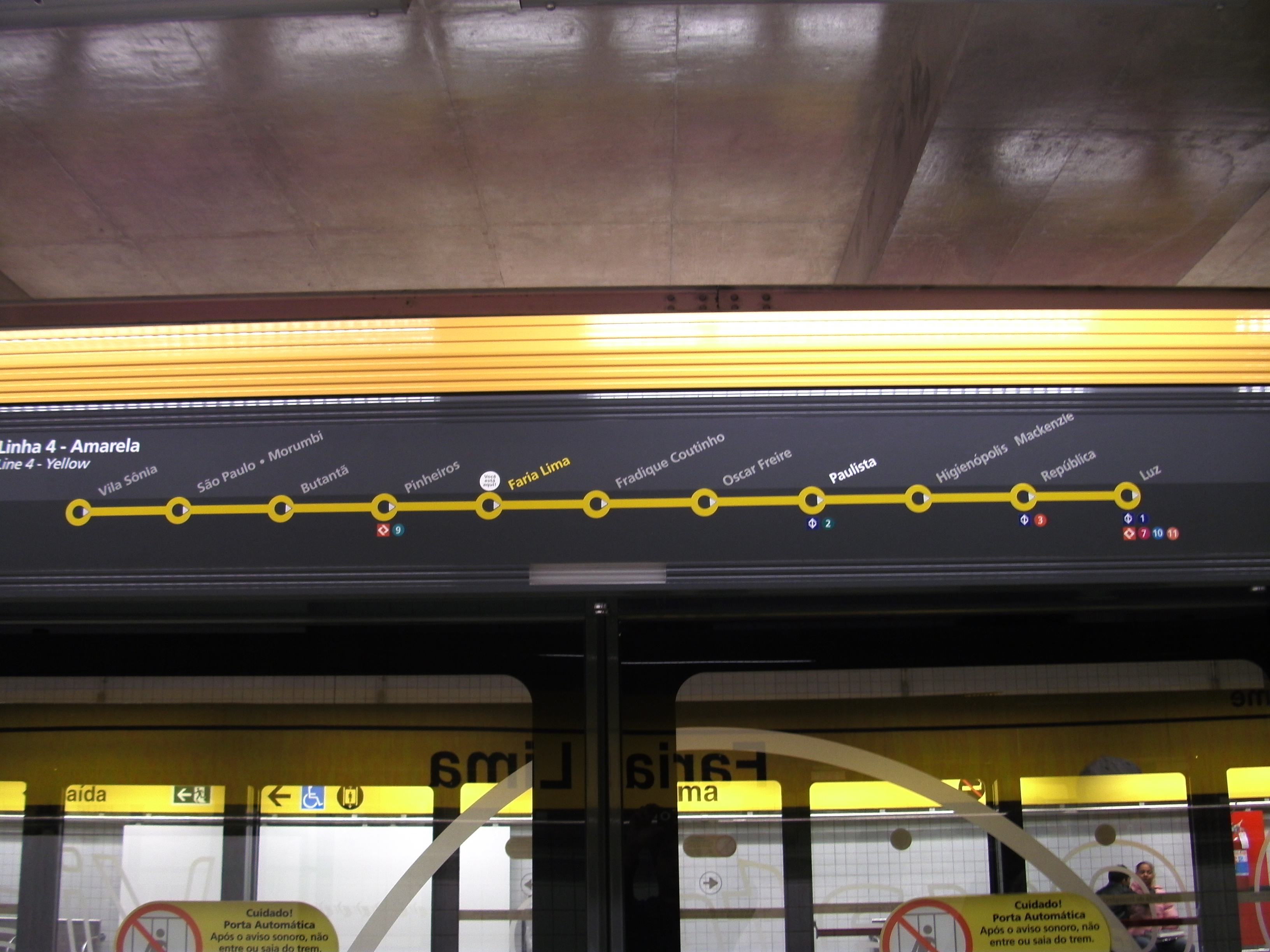
Uma forma de ilustração esquemática.

O esquematismo, ou representação esquemática, é uma forma de representar objetos reais com um estilo caracterizado pelo uso de traços simbólicos e simplificados que não pretendem ser figurativos. O desenho resultante, usualmente, omite detalhes irrelevantes para a informação que interessa ressaltar, sendo os elementos reduzidos a diagramas arbitrários ou convencionais que tangenciam a abstração. Portanto, se diferencia a representação esquemática de uma pictórica abstrata, comum às artes plásticas. Pois, a abstração esquemática reduz os elementos gráficos a seus conceitos elementares, enquanto a abstração artística costuma buscar uma representação não objetiva.
Amiúde acrescentam símbolos abstratos, de difícil interpretação se o desenho está fora de contexto, mas compreensível para o espectador familiarizado com os elementos icônicos e diagramas utilizados.
Esse modo de simbolização é um recurso de representação gráfica que se dá em numerosas correntes ao longo de toda a História; mas também é utilizado em outros campos da vida humana nos que se precisa um sistema comunicativo universal e acessível, por exemplo, os sinais de tráfego, os planos, os esquemas de reparação ou montagem de objetos compostos, os processos cientistas (e.g. a representação gráfica própria da formulação em química orgânica).

## Níveis de esquematicidade gráfica
A representação semiesquemática combina a linguagem esquemática pura com elementos figurativos. É um compromisso entre a abstração conceitual (por exemplo, um fluxograma) e uma representação exclusivamente figurativa (por exemplo, um retrato). 